# ويلينغتون ولز
ويلينغتون ولز (بالإنجليزية: Wellington Wells)‏ هو محامي وسياسي أمريكي، ولد في 18 أبريل 1868 في الولايات المتحدة، وتوفي في 23 أبريل 1954 في بوسطن في الولايات المتحدة. حزبياً، نشط في الحزب الجمهوري. وقد انتخب عضو مجلس نواب ماساتشوستس.